# آندرس کونیا

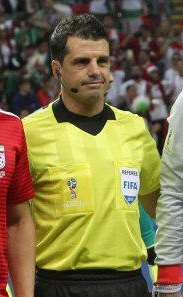
آندرس کونیا در جام جهانی ۲۰۱۸

آندرِس کونیا (به اسپانیایی: Andrés Cunha) (زادهٔ ۸ سپتامبر ۱۹۷۶) داور فوتبال اهل اروگوئه است.
او از سال ۲۰۱۰ در لیگ دسته اول فوتبال اروگوئه و از سال ۲۰۱۳ در مسابقات بین‌المللی قضاوت می‌کند.
کونیا داور مسابقهٔ ایران - اسپانیا در جام جهانی ۲۰۱۸ روسیه بود.
وی نخستین داور در تمام ادوار جام جهانی فوتبال است که توسط تکنولوژی ویدئو چک اقدام به تصمیم‌گیری کرده‌است.
وی از سال ۲۰۱۳ به فهرست داوران فیفا اضافه شده و یکی از ۶ داور آمریکای جنوبی است که در جام جهانی ۲۰۱۸ قضاوت کرده‌است.
عمده بازی‌های مهمی را که سوت زده در تورنومنت‌های کوپا لیبرتادورس و کوپا آمریکا بوده‌است و یکی از داوران همیشگی لیگ اروگوئه نیز به‌شمار می‌آید.
او در جام جهانی زیر ۲۰ ساله‌های جهان که در کره جنوبی برگزار می‌شد سه دیدار را سوت زده‌است (فرانسه-هندوراس و سنگال-آمریکا در مرحله گروهی و کره جنوبی-پرتغال در مرحله یک‌هشتم نهایی).
قضاوت او در مسابقات جام زیر ۱۵ سال و زیر ۲۰ سال کوپا سوداآمریکانا که به ترتیب در سال‌های ۲۰۱۳ و ۲۰۱۵ برگزار شد در انتخاب او برای جام جهانی زیر ۲۰ سال بی‌تأثیر نبوده‌است.
اولین تجربه قضاوت ملی او در رده بزرگسالان به سال ۲۰۱۵ و دیدار کلمبیا و ونزوئلا در کوپا آمریکا بازمی‌گردد. البته وی در مرحله یک چهارم نهایی همان مسابقات دیدار برزیل و پاراگوئه را نیز سوت زده‌است. در کوپا آمریکای ۲۰۱۶ فقط قضاوت دیدار برزیل و پرو به او سپرده در مرحله گروهی به او سپرده شد. در مرحله نهایی انتخابی جام جهانی ۲۰۱۸، کونها در ۴ دیدار قضاوت کرد که مهم‌ترین آن بازی آرژانتین و پاراگوئه بود و در مجموع با قضاوت در فقط ۸ دیدار ملی رده بزرگسالان پای به جام جهانی روسیه گذاشت.